# Bukta (företag)
Bukta är ett sportmärke och tidigare tillverkare av kläder som grundades 1879.
Bukta grundades som E.R. Buck & Sons 1879 och tillverkade shorts för brittiska soldater som stred i Boerkrigen. 1885 flyttade företaget in i en ny fabrik i Manchester, från 1938 tillverkade man i Stockport. Bukta tillverkade scoutuniformer, underkläder, sjukhuskläder och tropikuniformer för den brittiska armén under första världskriget. Företaget ägdes av familjen Buck fram till 1982. En rival i branschen blev Umbro, Umbros grundare Harold Humphreys hade tidigare jobbat på Bukta och Umbro kom efterhand att dominera den brittiska marknaden för fotbollsutrustning.
1884 använde Nottingham Forest matchställ tillverkade av Bukta. Företaget kom att bli en leverantör till ett stort antal brittiska fotbollslag, däribland Arsenal FC, Dundee United, Derby County, Manchester United och Sheffield Wednesday. Fram till 1930-talet använde en majoritet av lagen i engelska division 1 Buktas matchställ. Bukta var även leverantör till Englands fotbollslandslag fram till början av 1960-talet. Bukta levererade även utomlands till bland annat AFC Ajax och Sevilla FC. 
2005 återlanserades märket Bukta.